# Джурхуус, Амон
Амон Джурхуус Эллингсгорд (фар.  Amon Djurhuus Ellingsgaard; род. 1 мая 1987 года) — фарерский барабанщик. Являлся участником фарерского музыкального коллектива Týr,
а в настоящее время играет в группе Heljareyga.

## Карьера

### Работа вTýr
Амон Джурхуус был учеником Кари Стреймоя, барабанщика группы Týr. В 2008 году Стреймой получил травму спины, и Дьюрхуус заменил его в ряде гастролей Týr. В частности, 
Джурхуус снялся в официальном видео группы Týr на норвежскую песню "Sinklars Vísa" вместо своего учителя. Позже, в 2013 году травма спины Кари Стреймоя стала сказываться на его игре, и он вынужден был покинуть группу.  
Его место в группе занял Амон. На тот момент ему было 26 лет.

### Работа в Heljareyga
В 2009 году на Фарерских островах был основан фольк-метал коллектив Нeljareyga. Амон Джурхуус был одним из его основателей. Помимо него в группу вошли Уйсак Петерсен, Йон Ивар Виннт, 
Хери Йонсен и Кен Йоаннесен. Музыканты планируют записать ещё как минимум два альбома, и отправиться в несколько концертных туров по Европе и Америке.